# أندرس نيلسن (فنان قصص مصورة)
أندرس نيلسن (بالإنجليزية: Anders Nilsen) هو فنان قصص مصورة أمريكي، ولد في 1973 في نيوهامبشير في الولايات المتحدة.

## وصلات خارجية
- الموقع الرسمي